# Ланча Астура
Ланча Астура е италиански автомобил, произвеждан от италианския автомобилен производител Ланча.

## История
С Астура Ланча иска да се намеси на пазара на спортни седани не само в Италия, но и в Европа. В началото на 30-те години се формира идеята за автомобила. Любопитното е, че автомобилът е кръстен на река, течаща в южната част от Италия, на която се е провела битката между латинци и римляни (също така името е от гръцки и Астура е била наричана древна крепост в римския град Нетуно). Ланча Астура използва техника от Ланча ДиЛамбда. По някои динамични параметри Ланча Астура изпреварва своите конкуренти от Фиат и Алфа Ромео, които са предпочитани от италианското общество. Ланча Астура има идентични технически черти заедно с Ланча Артена. Производството на автомобила е във фабриката на компанията Борго сан Паоло в Торино.

## Първа серия
Първата серия на Ланча Астура се произвежда от 1931 до 1932 г. Произвеждан е с V8 двигател на 19 градуса. Кодовото наименование на модела е Типо 230, а на двигателя – Типо 85. Максималната мощност е 72 конски сили, а оборотите достигат до 4000 в минута.

## Ланча Астура на пистата
Моделът има различни спортни изяви през 30-те години на XX век и до днес продължава да участва в различни класически състезания.
- юни 1946 – Обиколка на Модена
- август 1946 – Обиколка на Луино
- септември 1946 – Обиколка на Суперба
- ноември 1948 – Обиколка на Асмара

## Производство
От началото на 1931 г. до 1939 г. са произведени 2912 екземпляра.